# Cristina Giolitti
Cristina Giolitti (Torino, 9 ottobre 1966) è una doppiatrice italiana.

## Doppiaggio

### Cinema
- Cecile del Rosario in Art Squad - Gli artisti del furto
- Nur Sürer in Altri dieci giorni tra il bene e il male
- Camille Cottin ne L'hotel degli amori smarriti

### Serie animate
- Karai in Tartarughe Ninja
- Nerissa in W.I.T.C.H.
- Madame Shirley, Shakuyaku e Big Mom in One Piece
- Orochimaru (ninja del villaggio del erba), Fuen e La Vecchia Gatta in Naruto e Naruto Shippuden
- Summer Gleeson in Batman
- Wuya in Xiaolin Showdown
- Miss Lilly in Angelina ballerina
- Tata Susina in Il piccolo regno di Ben e Holly
- Sferia Suprema in Pac-Man e le avventure mostruose
- Jarrah in Kulipari: L'esercito delle rane
- Undine in Claymore
- Miss Endive in Chowder - Scuola di cucina
- Zecora (seconda voce) in My Little Pony - L'amicizia è magica
- La dottoressa Leni e la sua versione posseduta da Noo in Space Pirate Captain Herlock - The Endless Odyssey
- Diavolo Sanguisuga in Chainsaw Man
- Nigredo in Overlord
- Big Mom in One Piece

### Videogiochi
- Syndra in League of Legends
- Maria Scaletta in Mafia II (2010)
- Mary Read in Assassin's Creed IV: Black Flag (2013)[1]
- Barbara in Diablo III (2012)[2] e Diablo III: Reaper of Souls (2014)[2]
- Abigail Ames in Dishonored (2012)[3]
- Campionessa del sole, Capitano cantaguerra e Maestra del culto in Hearthstone (2014)[4]
- Sonya in Heroes of the Storm (2015)[5]
- Dakota Smith in Cyberpunk 2077 (2020)[6]
- Akara e Jamella in Diablo II: Resurrected (2021)[7]
- Airidas in Diablo IV (2023)[8]
- Plumpeach in Monster Hunter Wilds (2025)[9]
- Julia, Receptionist dell'Hotel, Centipede femmina e madre di Zoe in Split Fiction (2025)[10]
- Akiyama Ayako in Assassin's Creed Shadows (2025) [11]

### Telenovelas
- Mimí Ardú in Antonella
- Lourdes Valera in Señora
- Lucía Méndez in Maddalena
- Montserrat Alcoverro in Una vita
- Claudia Wenzel, Mirja Mahir, Wookie Mayer, Heike Trinker, Sabine Bach, Gabrielle Scharnitzky e Melanie Wiegmann in Tempesta d'amore

### Serie televisive
- Imelda Staunton in The Crown
- Lusia Strus in Ned - Scuola di sopravvivenza